# ألبينيانو
ألبينيانو هي بلدية في مدينة تورينو الحضرية، في منطقة بيمنتة الإيطالية، تقع على بعد حوالي 15 كيلومترًا غرب تورين على نهر دورا ريباريا في سهل فال دي سوسا.

## توأمة مدن - بلدات شقيقة
تم توأمة البينيانو مع:
- ريفرسايد، الولايات المتحدة.
- فونتين، فرنسا

## روابط خارجية
- الموقع الرسمي